# Deutsche Banks hovedkvarter
Deutsche Banks hovedkvarter (tysk: Deutsche Bank Zwillingtürme eller Deutsche Bank-Hochhaus, engelsk: Deutsche Bank Twin Towers) er et kontorkompleks i Frankfurt am Main i Tyskland.
Bygningen består af to skyskrabere, som begge er 155 meter høje, og med hhv. 40 og 38 etager.
Byggeriet blev påbegyndt i 1979 og afsluttet i 1984.
S-Bahn-stationen Taunusanlage ligger ved foden af bygningen, som oprindeligt var planlagt som et af den amerikanske hotelgruppe Hyatt's hoteller.